# Походи УГА на Закарпаття
Походи УГА в Закарпаття.
До Закарпаття відбулися чотири виправи УГА на поміч Гуцульській республіці — до Ясіня 7 січня, під командою четаря Степана Зибачинського, пізніше поручника Віктора Воробця. До Ясіня-Сигота 13- 17 січня, спочатку під командою поручника Степана Глушка, від 16 січня — сотника доктора Дениса Маєр-Михальського. До Волівця-Мукачева 15-17 січня, під командою старшини з Стрийського коша. До Ясіня 5 лютого, під веденням сотника Івана Роґужинського -про цю виправу пише тільки Василь Ґренджа-Донський. Ясіня було тоді довший час відрізане від решти світу через румунську окупацію Сигота, тому про цю виправу угорці не знали, а галицькі часописи не згадували, щоб не дражнити угорців та румунів.
Прихильник лучення з Угорщиною адвокат Іван Гощук скликав на 18 грудня 1918 збори гуцулів до Сигота, щоби проголосити вірність Мадярщині. Однак гуцули не дали йому докінчити промови, стягли з трибуни і поставили рахівського адвоката доктора Михайла Бращайка на голову зборів. Збори проголосили з'єднання Закарпаття з Україною і вибрали Гуцульську Народню Раду. У відповідь на це угорська влада вислала 600 вояків на Гуцульщину, з них 250 розтаборувалося в Ясіні.
Дмитро Вітовський виступав категорично проти цих випадів -Угорщина була на його думку єдиним союзником в боротьбі з поляками; війна з мадярами відкрила ще один фронт.
Тоді ж Богдан Лотоцький, командир першої чоти Гуцульської сотні з вибраними військовими пластунами виконав десятиденний рейд на Закарпатті: Мукачево — Ужгород, частково Мукачево — Хуст, під час якого військові пластуни вели з успіхом пропаганду за приєднання Закарпаття до України. 
В тому часі на землі Закарпаття претендувало кілька держав — Угорщина, Чехословаччина, власне ЗУНР. Після нетривалих боїв з угорською та чехословацькою поліцією сили УГА відійшли назад з огляду на те, що конфронтація з Чехословаччиною була вкрай невигідна ЗУНР — це була єдина держава, котра мала з українцями торгові стосунки, і загрожувало повною зовнішньополітичною та економічною ізоляцією.